# Petra Wittig
Petra Wittig (* 1962) ist eine deutsche Juristin, ehemalige Hochschullehrerin und Rechtsanwältin.

## Leben
Wittig studierte von 1981 bis 1987 Rechtswissenschaften an der Universität München. Nachdem sie 1987 das Erste und 1990 das Zweite juristische Staatsexamen abgelegt hatte, arbeitete Wittig bis 1992 zunächst als Rechtsanwältin in einer Düsseldorfer Wirtschaftskanzlei. 1992 promovierte sie an der Universität Passau bei Bernhard Haffke, dessen wissenschaftliche Assistentin sie in der Folge wurde. Ihre Habilitation vollendete sie 2001 in Passau und erhielt damit die venia legendi für die Fächer Strafrecht, Strafprozessrecht, Kriminologie, Rechtssoziologie und Rechtstheorie.
Anschließend arbeitete Wittig zunächst in München wieder als Rechtsanwältin. 2005 und 2006 vertrat sie Lehrstühle an der HU Berlin und der Universität München. von 2007 bis September 2018 hatte sie eine Professur für Strafrecht und Rechtsphilosophie an der Universität München inne. Ihr Forschungsschwerpunkt liegt insbesondere auf dem Wirtschaftsstrafrecht. Seit Oktober 2018 ist sie wieder als Partnerin in einer auf das Wirtschaftsstrafrecht spezialisierten Kanzlei tätig. Daneben ist sie außerplanmäßige Professorin an der Universität München. 

## Veröffentlichungen (Auswahl)
- Der rationale Verbrecher. Der ökonomische Ansatz zur Erklärung kriminellen Verhaltens. Duncker & Humblot, Berlin 1993, ISBN 978-3-428-07840-0 (Dissertation).
- Das tatbestandsmäßige Verhalten des Betrugs. Ein normanalytischer Ansatz. Klostermann, Frankfurt am Main 2005, ISBN 978-3-465-03355-4 (Habilitationsschrift).
- Wirtschaftsstrafrecht. 6. Auflage. C.H. Beck, München 2023, ISBN 978-3-406-79659-3.